# 薩德將軍
薩德將軍（英語：General Zod）是一位出現在DC漫畫中的超級反派，堪稱是超人最強大的敵人之一。他第一次出現在《冒險漫畫》#283（1961年4月），是由Robert Bernstein和George Papp初步設計。作為氪星人，他展現出與超人相同的力量和能力，因此與雷克斯·路瑟、達克賽德和魔神腦一起被視為他最大的敵人之一 . 他以其著名的口號“跪倒在 Zod 面前！”而聞名。在IGN公布的100強漫畫書惡棍中，薩德將軍排名30。而在電影《超人》和《超人II》中由英國演員泰倫斯·史丹飾演的薩德被《Total Film》列於在所有時刻最偉大50強的惡棍中的第30位。

## 人物
全名是德魯·薩德（Dru-Zod）。來自於氪星的軍事部門，是一個高傲、自大的人。他知道超人的父親喬·艾爾是一個有抱負的科學家。認為氪星人逐漸走向末路而反叛領導們，流亡在幽靈區域後，最終被釋放。然而他試圖收集黃色陽光來征服地球，並和超人敌对，最終薩德將軍戰敗後還是回到了他的幽靈區域。

## 能力
因為出生在氪星，所以能力皆和超人相同，包括「X熱射線」、「超級力量」等。尤其在黃色陽光下，加上自身的軍事戰術，他被當作是超人最強大的敵人之一。但在某些能力下往往比不上前者，當超人也在黃色陽光下時，薩德便在很短的時間內被擊敗，使得超人以技巧略勝薩德。

## 其他媒體

### 動畫
- 《超人》:配音員為René Murat Auberjonois。
- 《少年超人隊》:過場角色
- 《正義聯盟：即刻行動》:配音員為傑森・J.・路易士。
- 《樂一通秀》集數“SuperRabbit”中。配音員為Jeff Bergman，這個版本以達菲鴨為原型，擔任 Faora漫不經心、不成熟、疏忽大意的男朋友。
- 《DC超級英雄女孩 (電視動畫)》:配音員為利亞姆·奧布萊恩，此版本基於《超人》和《超人II》的造型。

### 電視劇
- 《Lois and Clark: The New Adventures of Superman》：配音員為西蒙·坦普爾曼。
- 《超人前傳》：由Callum Blue飾演。為第九季的主要反派人物
- 《女超人》：由馬克·吉本（英语：Mark Gibbon）飾演，僅出現在超人被銀氪石影響而產生的幻覺裡。

### 電影

電影《超人：鋼鐵英雄》中的薩德，由麥可·珊農飾演

- 《超人》：由泰倫斯·史丹普（Terence Stamp）飾演薩德將軍。
- 《超人II》、《超人II：The Richard Donner Cut》：由泰倫斯·史丹普（Terence Stamp）飾演薩德將軍。薩德和爾莎（Ursa）、諾（Non）被判氪星叛國罪而一同遭流放，後來因超人將炸彈丟於宇宙而使囚禁三人的方形版破裂，進而來到了地球。
- 《正義聯盟：神與魔》：2015年動畫電影。由布魯斯·湯瑪士配音薩德將軍。
- DC擴展宇宙：由麥可·珊農飾演[4]。
  - 《超人：鋼鐵英雄》（2013年）
  - 《蝙蝠俠對超人：正義曙光》（2016年）：未掛名客串
  - 《閃電俠》（2023年）
- 薩德將軍出現在《樂高蝙蝠俠電影》。

### 電子遊戲
- 《樂高蝙蝠俠2：DC超級英雄》：配音員為Townsend Coleman。
- 《超級英雄：武力對決》：配音員為Nolan North。

## 外部連結
- 大漫画资料库上的页面：General Zod
- 漫画书数据库：General Zod
- DCComics.com - Origin of General Zod （页面存档备份，存于）
- 互联网电影数据库上薩德將軍的资料
- GeneralZod.net （页面存档备份，存于） - a humor website featuring General Zod